# Evangelische Kirche (Münden)

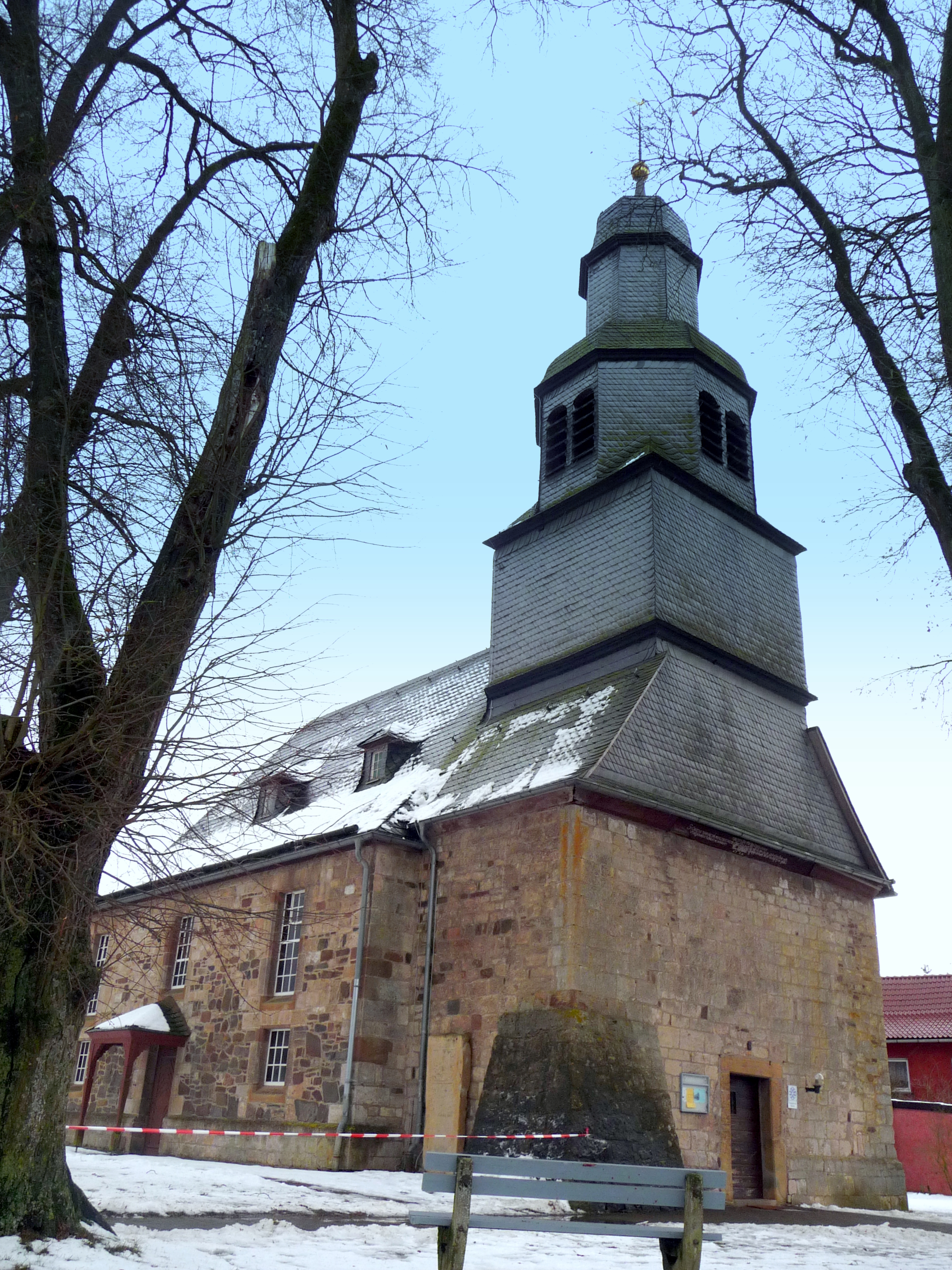
Evangelische Kirche (Münden)

Die evangelische Kirche Münden ist ein denkmalgeschütztes Kirchengebäude, das im Stadtteil Münden der Stadt Lichtenfels im Landkreis Waldeck-Frankenberg (Hessen) steht. Die Kirchengemeinde gehört zum Kirchenkreis Twiste-Eisenberg im Sprengel Marburg der Evangelischen Kirche von Kurhessen-Waldeck. Das Kirchenpatronat hatte die Familie von Dalwigk inne.

## Beschreibung
Vom mittelalterlichen Vorgängerbau blieb das massive Erdgeschoss des Kirchturms im Westen erhalten. Seinen schiefergedeckten Aufsatz aus Holzfachwerk mit einer gestaffelten, achtseitigen Haube erhielt er 1724. Im Glockenstuhl hängen zwei mittelalterliche Kirchenglocken. Das Kirchenschiff und der eingezogene, dreiseitig abgeschlossene Chor wurden 1921–1923 erneuert. 
Die Sakristei ist vom Chor nur durch ein Gitter getrennt. Der Innenraum hat eine L-förmige Empore. Aus dem Vorgängerbau wurde ein Teil der Kirchenausstattung übernommen. Das Altarretabel und ein Taufengel wurden 1701 von Josias Wolrat Brützel geschaffen.